# Cypripedium formosanum
Cypripedium formosanum — вид многолетних травянистых растений секции Flabellinervia рода Башмачок (Cypripedium) семейства орхидных (Orchidaceae). Эндемик Тайваня.
Относится к числу охраняемых видов (II приложение CITES).
Китайское название: 台灣喜普鞋蘭.

## История описания
Японский ботаник Б. Хаята первым сообщил о существовании вида на острове Тайвань (портуральское название - Формоза). Б. Хаята описал его в «Иллюстрированной флоре Формозы» (Издание II, с. 136, 1912), тогда он был не в состоянии отличить его от японского вида Cypripedium japonicum. Но четыре года спустя в IV издании той же книги, он заметил различия и описал Cyp. formosanum, как новый вид. Хотя некоторые ученые расценивают Cyp. formosanum как географическую расу Cyp. japonicum, большинство согласно с Б. Хаятой в предоставлении этим растениям статуса вида.

## Распространение
Тайвань (горы от севера острова, до его центральной части).
Относительно солнечные участки в лесах, кустарниковых зарослях, и на открытых участках в горах на высотах 1500—3000 метров над уровнем моря. Обычно встречаются рядом с ручьями. Предпочитают затенённые и частично затенённые места обитания на влажных, хорошо дренированных кислых и щелочных почвах богатых гумусом. Часто встречается в ассоциациях с Epimedium, Trillium, Podophyllum, папоротниками, Diphyllea grayi.

## Ботаническое описание

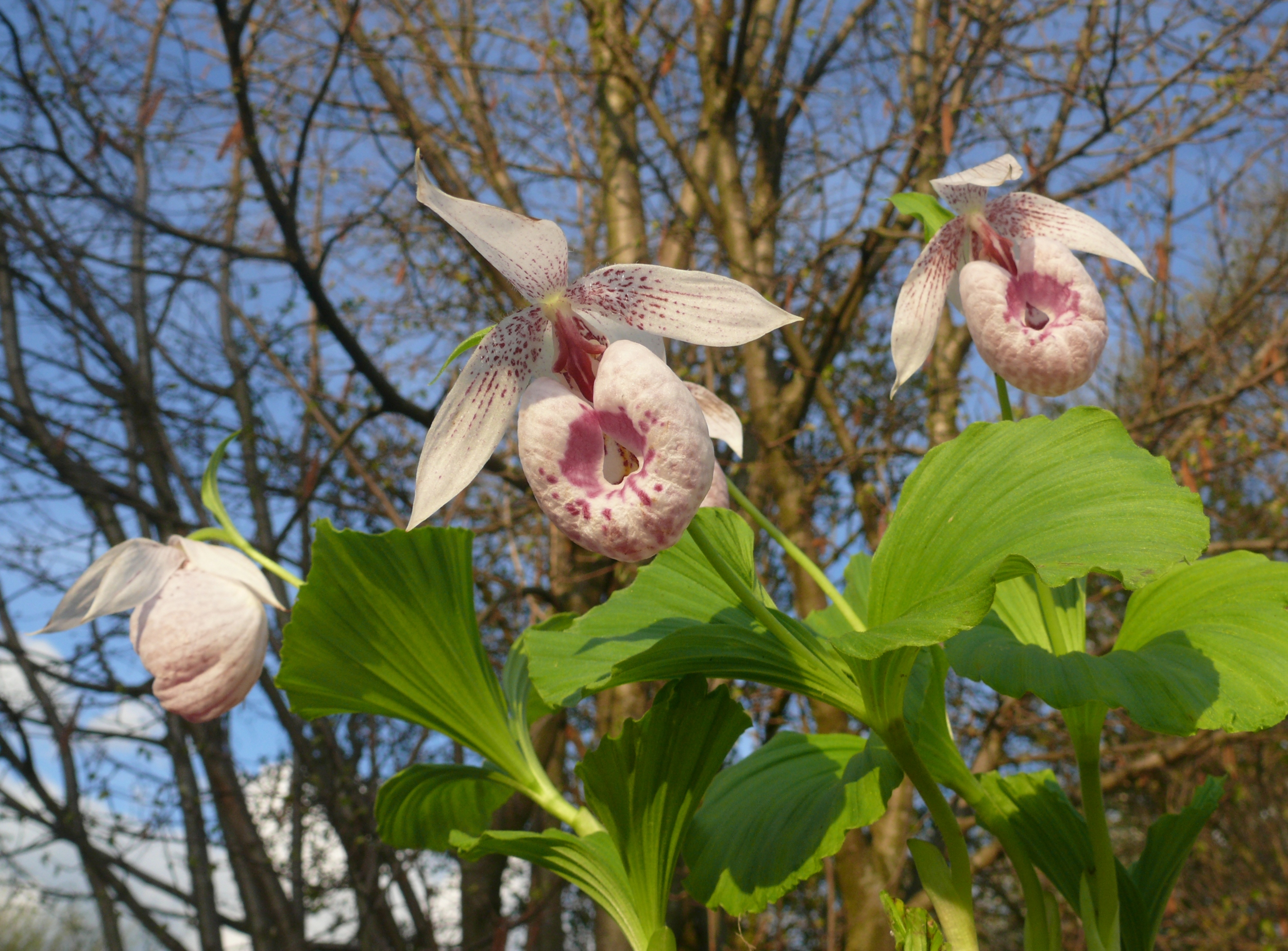

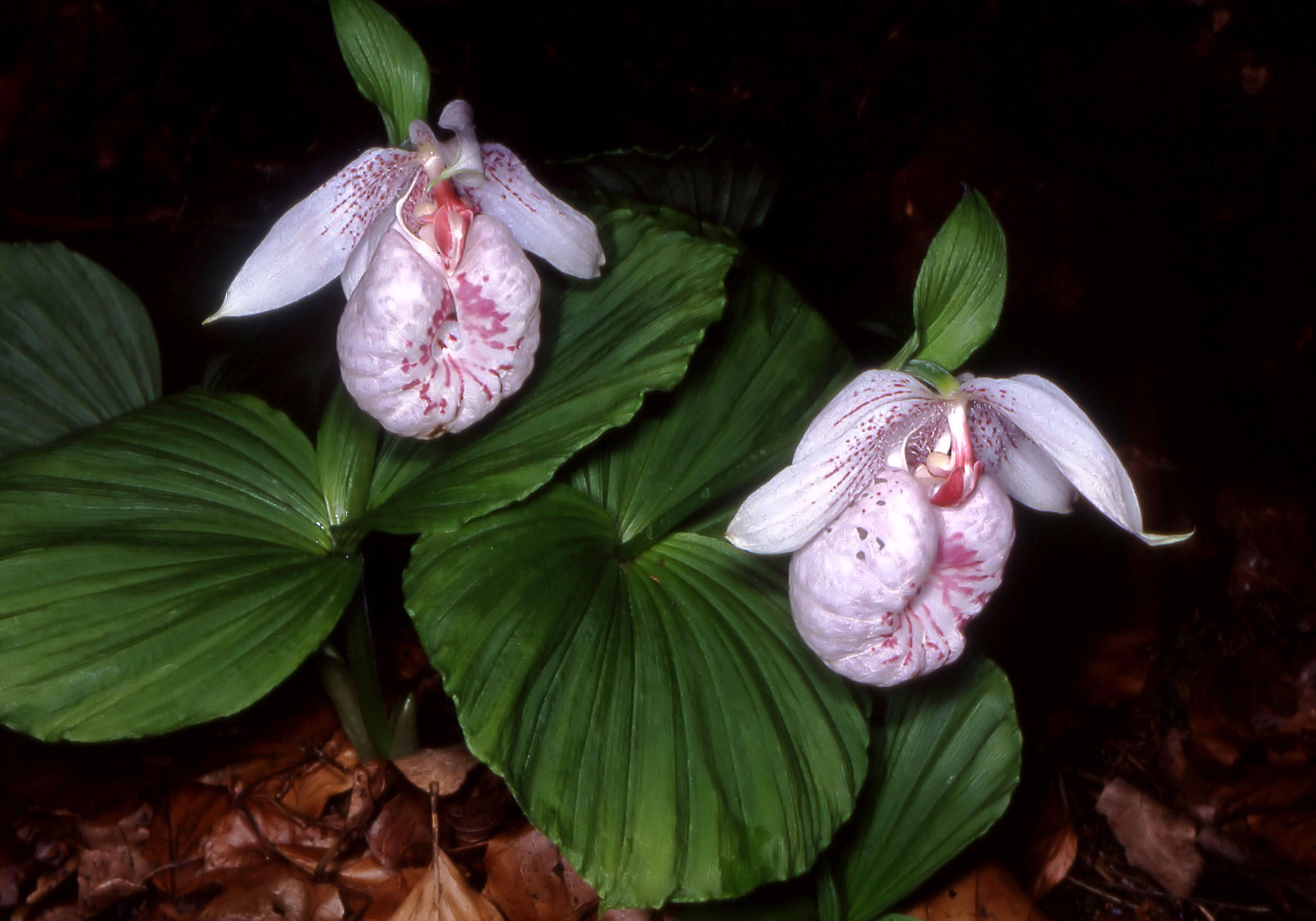

Растения 30—40 см высотой. Корневища крупные, ветвистые. Стебли прямостоячие, 15—25 см длиной, толщиной 7—9 мм, с небольшим количеством трубчатых листовых оболочек у основания, почти голые. 
Листьев 2, расположены в верхней части стебля напротив друг друга, сидячие, округло-ромбические, 10—15 см длиной, шириной 8—12 см, на вершине округлые, остроконечные. 
Цветонос 8—12 см длиной, почти голый; прицветники яйцевидно-ланцетные, 3—4 см длиной, шириной 1 см. Цветки одиночные, беловато бледно-розовые, с красными линиями и пятнами, около 7—9 см в диаметре; спинные чашелистики яйцевидные до яйцевидно-ланцетных, 4,5—6 см длиной, 2—2,5 см шириной, вершины острые или заострённые; парус яйцевидный, длиной 5 см, шириной 2,5—3 см, вскоре раздвоенный на вершине; лепестки ланцетные, 5—6 см длиной, шириной 1,2—1,5 см, у основания густо покрыты красными пятнами; губа беловатая, с красными или фиолетовыми точками и полосами, яйцевидная или в форме эллипсоида, длинной 4,5—6 мм, шириной 4 см, 3 см в высоту, пыльники яйцевидные или шаровидные, 5 мм в диаметре, нити короткие и толстые; стаминодий красноватый, яйцевидно-треугольный, 7—8 мм длиной.
Цветение в марте-мае.
Отличия Cyp. formosanum от Cyp. japonicum: стебель и плодоножка почти голые, различная окраска лепестков, листья полностью не развернуты к моменту цветения, лепестки более широкие, губа более полная без сужения в верхней части, листья более узкиме чем у Cyp. japonicum, особенно верхний, чистые белые чашелистики и лепестки, покрытые у основания красными пятнами (в то время как у Cyp. japonicum они более или менее на всем протяжении интенсивно - зеленовато-жёлтые). Нет ни каких известных промежуточных популяций между этими двумя видами.

## В культуре
Зоны морозостойкости: 6b—8а.
В Японии выращивается в открытом грунте и в горшечной культуре. При выращивании в горшках возникает проблема с вегетативным размножением так как ограничено место для разрастания корневища и наблюдается задержка развития из-за перегрева корней. Зимовка: 3 месяца с температурой ниже 10 °С. Растения хорошо переносят летнюю жару в 30°С. Cyp. formosanum является менее холодостойким, чем его ближайший родственник Cypripedium japonicum. 
Cyp. formosanum оказался самым легким видом для горшечной культуры. Его, чаще чем другие башмачки, выращивают из семян. И в саду и в горшках, у этого вида очень высокие темпы вегетативного размножения. Хольгер Пернер сообщает, что из двух побегов с одиночными почками посаженными в 1987 году к 1995 году растения образовали в общей сложности 105 побегов. Зимующие почки в саду должны быть защищены от оттепелей в середине зимы, поскольку несколько теплых дней стимулируют их рост. 
Cyp. formosanum по всей видимости самый раннецветущий из всех циприпедиумов, и вегетацию он заканчивает самым последним. Условия содержания у него такие же, как у большинства крупных башмачков: отсутствие прямых солнечных лучей, но яркий рассеянный свет в течение всего дня.
Хотя в природе этот вид часто растет на богатых органикой почвах, в культуре, как и для большинства башмачков, лучше использовать неорганический субстрат с небольшим добавлением органических компонентов. Cyp. formosanum для оптимального роста нуждается в постоянно влажной почве, но, при излишнем увлажнении в уплотнившейся почве он быстро загнивает. Если его не доливать, слегка просушивать почву, то это хоть и спасёт от загнивания, но он будет расти не так интенсивно как мог бы. Если растение растет хорошо и энергично, то его желательно удобрять два раза в месяц любым полным комплексным минеральным удобрением (раствором 0,5 г на литр) от начала пробуждения почек до сентября. Использовать органическими удобрениями очень рискованно, но некоторые садоводы добиваются хороших результатов, используя органику.

## Классификация

### Таксономия
Вид Cypripedium formosanum входит в род Башмачок (Cypripedium) семейства Орхидные (Orchidaceae) порядка Спаржецветные (Asparagales).
|  |                                      |  |                                                             |                                                             |                    |  | ещё 24 семейства (согласно Системе APG II) | ещё 24 семейства (согласно Системе APG II) |                            |  |  |  | ещё около 45 видов |
|  |                                      |  |                                                             |                                                             |                    |  | ещё 24 семейства (согласно Системе APG II) | ещё 24 семейства (согласно Системе APG II) |                            |  |  |  | ещё около 45 видов |
|  |                                      |  |                                                             | порядок Спаржецветные                                       |                    |  |                                            |                                            | род Башмачок               |  |  |  |                    |
|  |                                      |  |                                                             | порядок Спаржецветные                                       |                    |  |                                            |                                            | род Башмачок               |  |  |  |                    |
|  | отдел Цветковые, или Покрытосеменные |  |                                                             |                                                             | семейство Орхидные |  |                                            |                                            | вид Cypripedium formosanum |  |  |  |                    |
|  | отдел Цветковые, или Покрытосеменные |  |                                                             |                                                             | семейство Орхидные |  |                                            |                                            |                            |  |  |  |                    |
|  |                                      |  | ещё 44 порядка цветковых растений (согласно Системе APG II) | ещё 44 порядка цветковых растений (согласно Системе APG II) |                    |  |                                            | ещё около 880 родов                        | ещё около 880 родов        |  |  |  |                    |
|  |                                      |  |                                                             | ещё 44 порядка цветковых растений (согласно Системе APG II) |                    |  |                                            |                                            | ещё около 880 родов        |  |  |  |                    |